# Moses Pelham

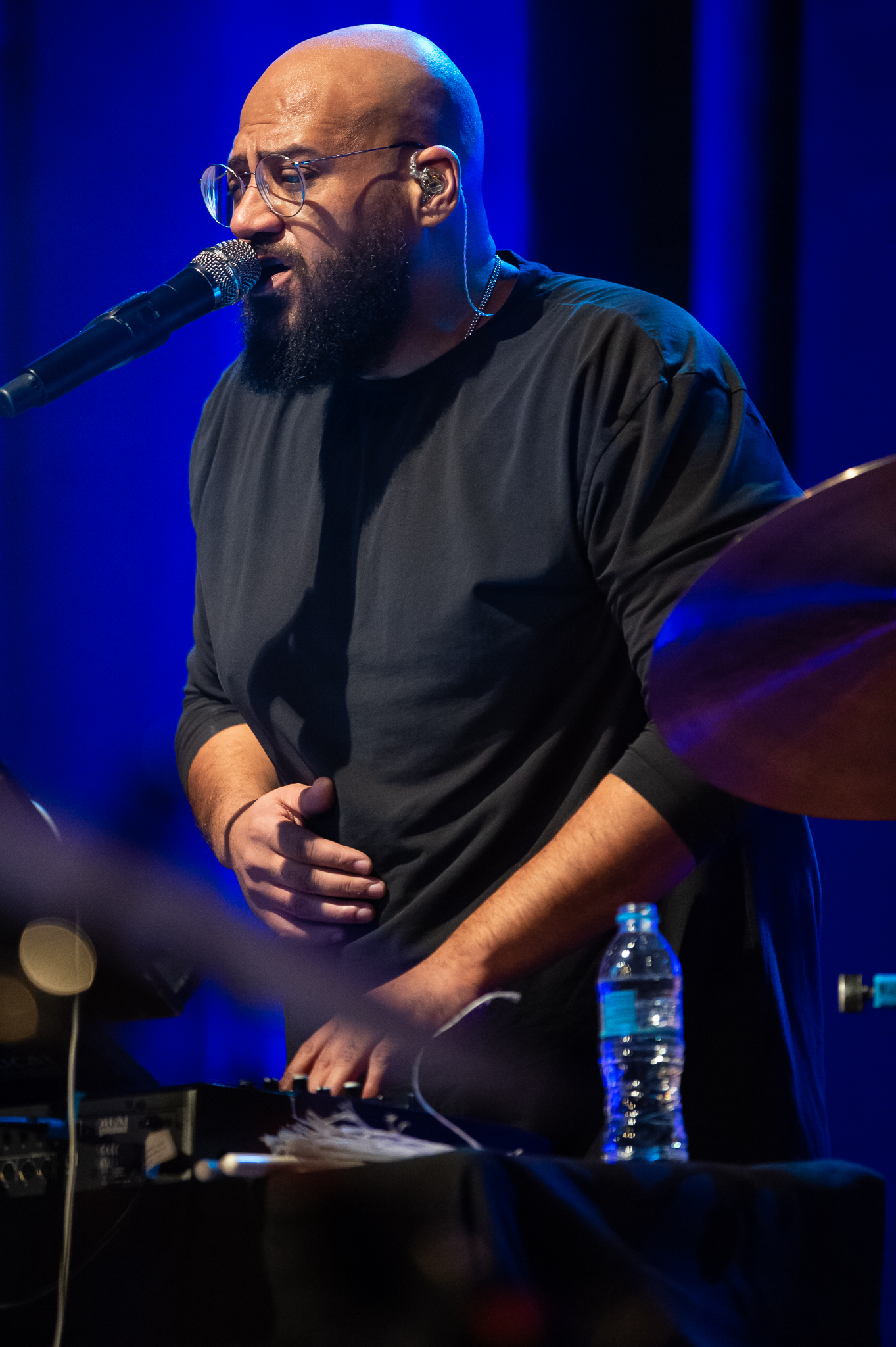
Moses Pelham bei einem Auftritt mit Glashaus (2019)

Moses Peter Pelham (* 24. Februar 1971 in Frankfurt am Main) ist ein deutscher Rapper, Sänger, Songwriter und Musikproduzent. Er ist Gründer und Geschäftsführer des Plattenlabels pelham power productions (3p).

## Musikalische Entwicklung
Pelham ist der Sohn des US-amerikanischen Bluesmusikers Moe Pelham Sr. und einer deutschen Versicherungskauffrau. Mit 12 Jahren kam er während eines Urlaubs in den USA erstmals mit Rap in Berührung. In seiner Schulzeit mixte und verkaufte Pelham Mixtapes unter dem Namen Pelham Power Tapes. Er wurde Teil der Frankfurter Hip-Hop-Crew We Wear the Crown, zu der u. a. auch Turbo B und Mark Spoon gehörten. Seine erste kommerzielle Veröffentlichung war die Single Twilight Zone, der 1989 das Soloalbum Raining Rhymes folgte. Produzenten waren Michael Münzing und Luca Anzilotti.
Im Jahr 1993 bildete er zusammen mit Thomas Hofmann die Hip-Hop-Formation Rödelheim Hartreim Projekt. Vom 1994 veröffentlichten Debütalbum Direkt aus Rödelheim wurden über 250.000 Platten verkauft. Kurz darauf arbeitete er als Produzent mit Sabrina Setlur, die zunächst noch unter dem Namen Schwester S veröffentlichte. Später erschien unter dem neu gegründeten Label pelham power productions (3p) die erste Single unter ihrem tatsächlichen Namen Sabrina Setlur, die mit Du liebst mich nicht einen Nummer-1-Hit hatte.
Nachdem sich das Rödelheim Hartreim Projekt aufgelöst hatte, veröffentlichte Moses Pelham 1998 sein erstes Soloalbum Geteiltes Leid 1. 1999 wurde Pelham zum Produzenten des Jahres (1998) gekürt. Geteiltes Leid 2 folgte im Jahr 2004, Geteiltes Leid 3 2012.
Ebenfalls auf Pelhams Label veröffentlichte der Soulsänger Xavier Naidoo. Für ihn produzierte Pelham das Erfolgsalbum Nicht von dieser Welt. Bald darauf trennten sie sich jedoch im Streit und lieferten sich einen jahrelangen Rechtsstreit um Verwertungsrechte, der erst vom Oberlandesgericht Karlsruhe zugunsten von Xavier Naidoo entschieden wurde mit der Begründung, sein Vertrag enthalte sittenwidrige Bestandteile. Die von der Plattenfirma beantragte Revision wurde vor dem Bundesgerichtshof 2004 abgewiesen.
In der Zwischenzeit konzentrierte Pelham sich hauptsächlich auf die Produktion von Künstlern wie Glashaus, UnterWortverdacht, Illmatic, Sabrina Setlur und Sebastian Hämer. Moses Pelham moderierte zudem bis Mitte 2008 gemeinsam mit Bayz Benzon jeden Sonntagabend die Radiosendung Nachtschicht auf dem hessischen Jugendradiosender planet more music radio. Seit September 2018 kuratiert Moses Pelham die alle drei Wochen wachsende Playlist Nachtschicht in Reminiszenz an die Radiosendung bei den Musikstreaming-Diensten Spotify, Tidal und Deezer.
Im November 2012 erschien sein neues Album Geteiltes Leid 3, das es bis in die Top-10 der deutschen Album-Charts schaffte. Im gleichen Jahr war er Jurymitglied der Castingshow X Factor.
Im April 2017 erschien das Album „Kraft“ seiner Band Glashaus, die er mit Cassandra Steen und Martin Haas bildet. Vom 23. Mai bis zum 11. Juli war Moses Pelham Teilnehmer der vierten Staffel der Sendung Sing meinen Song – Das Tauschkonzert. Im August 2017 folgte das Release seines Soloalbums „Herz“, das auf Position 2 der offiziellen deutschen Charts debütierte.
Im März 2020 erschien sein 7. Studioalbum Emuna. Der Name des aus zwölf Titeln bestehenden Albums bedeutet für Pelham: „Das is´ mehr als Glaube, das is´ Emuna.“. In den offiziellen deutschen Album-Charts erreichte „EMUNA“ den 6. Platz.
Sein 8. Studioalbum „Nostalgie Tape“ erschien am 3. September 2021 und erreichte in den deutschen Album-Charts Position 11.

## Erfolge und Auszeichnungen

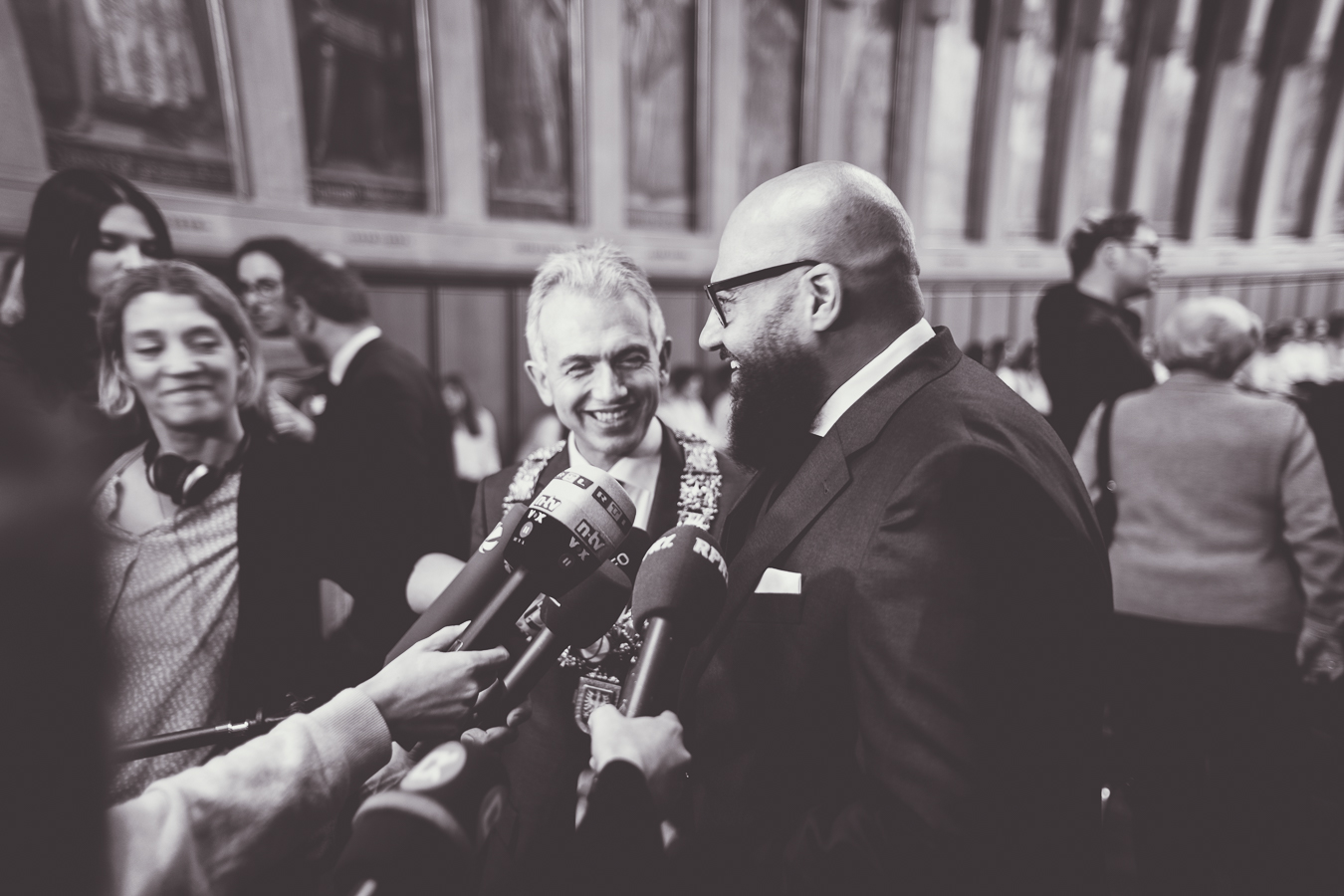
Moses Pelham zusammen mit Frankfurts Oberbürgermeister Peter Feldmann während des Festakts zur Verleihung der Goetheplakette an Pelham im November 2017 im Kaisersaal des Frankfurter Rathauses Römer

Pelhams Unternehmen 3p hat mehr als neun Millionen Tonträger verkauft. Ihm wurden 13 Gold-, sechs Platin-, drei Dreifach-Gold- und zwei Doppel-Platin-Edelmetallauszeichnungen verliehen. Außerdem wurde Pelham 1999 mit dem ECHO für den Besten Nationalen Produzenten ausgezeichnet. Am 1. Juni 2017 wurde Pelham mit seiner Band Glashaus mit dem SignsAward für Nachhaltigkeit in der Kommunikation ausgezeichnet. Am 6. November 2017 wurde Pelham die Goetheplakette der Stadt Frankfurt am Main verliehen, die Dichter, Schriftsteller, Künstler und Wissenschaftler und andere Persönlichkeiten des kulturellen Lebens ehrt, die durch ihr schöpferisches Wirken einer dem Andenken Goethes gewidmeten Ehrung würdig sind. Am 22. Februar 2018 wurde Pelham als Mitglied der vierten Staffel von Sing meinen Song – das Tauschkonzert in Hamburg mit dem deutschen Fernsehpreis Goldenen Kamera in der Kategorie Beste Show ausgezeichnet.
Im Zuge eines „EMUNA“ Pre-Listening Events, wurde Pelham im Februar 2020 der Ehrenpreis der deutschen Schallplatten Kritik überreicht.
Bei den Hiphop.de Awards 2020 wurde Pelham in der Kategorie „Lebenswerk National“ ausgezeichnet.
Sony Music und RCA ehrten Moses Pelham zum Charteinstieg seines Albums „Nostalgie Tape“ mit einem Sonderaward, da er als einziger Rapper weltweit in den 1980er, 1990er, 2000er, 2010er und 2020er Jahren Tonträger in den Offiziellen Deutschen Charts platzierte.
Nach der Ankündigung Pelhams, im Dezember 2024 seine Karriere als Solokünstler beenden zu wollen, stellte er einen Ticketverkaufsrekord für die Frankfurter Konzertlocation Batschkapp auf. Innerhalb kürzester Zeit waren neun Konzerte ausverkauft, was vor Pelham noch keinem anderen Künstler in dieser Location gelang.

## Trivia
Pelham geriet 1997 in die Schlagzeilen, als er Stefan Raab im Anschluss an eine Echo-Preisverleihung in der Nacht vom 6. auf den 7. März das Nasenbein brach. Hintergrund waren Raabs damalige VIVA-Sendungen Vivasion und Ma’ kuck’n, in denen Pelham über längere Zeit Gegenstand von Satiren war. Es wurden Interviews und Videoclips verulkt und die Zuschauer aufgefordert, gebastelte Moses-P-„Köpfe“ in die Sendung zu schicken. Zudem titulierte ihn Raab in einer Sendung seiner Show mit „Möschen“. Für das gebrochene Nasenbein bekam Raab ein Schmerzensgeld von 10.000 DM zugesprochen. Zusätzlich wurde Pelham im Strafverfahren zu einer weiteren Geldstrafe von 40.000 DM verurteilt. Dieser wollte das Urteil zunächst nicht hinnehmen und formulierte in diesem Zusammenhang verbale Attacken über den Vorfall, die als „Gewaltaufruf gegen Stefan Raab“ ausgelegt werden konnten. Eine Folge dessen war ein vorübergehender Boykott von Pelham-Produktionen durch den Musiksender VIVA. Der Vorfall wurde 1997 von dem deutschen Rap-Trio Creme de la Creme in dem Lied Bitte hau mich nicht aufgegriffen. Dieser Song fand allerdings wenig Gehör.
Seit 1999 ernährt sich Pelham vegetarisch. 2014 wurde er Veganer, engagiert sich seither stark für Veganismus und spricht sich immer wieder gegen Massentierhaltung und das Töten von Tieren aus.
Im Jahre 2006 gründete Moses Pelham zusammen mit Andreas Walter die DigiProtect Gesellschaft zum Schutze digitaler Medien mbH in Frankfurt, wobei Pelham zwei Drittel des Gründungskapitals von 25.200 € stellte. Nachdem die Gesellschaft zwischenzeitlich mit dem Geschäftsmodell der Massenabmahnungen Bekanntheit erlangt hatte und in FDUDM2 GmbH umbenannt worden war, stellten die Geschäftsführer der Gesellschaft am 15. Februar 2013 Antrag auf Eröffnung eines Insolvenzverfahrens. Am 15. Februar 2013 ordnete das Amtsgericht Frankfurt am Main „die vorläufige Verwaltung des Vermögens“ der Schuldnerin an.
Er gilt als enger Freund der Band Böhse Onkelz. 2012 erschien die Single Für die Ewigkeit, in deren Refrain er den Böhse-Onkelz-Song Koma – Eine Nacht, die niemals endet sampelt und Teile des Textes verwendet. Beim Comeback der Band 2014 auf dem Hockenheimring trat er gemeinsam mit den Böhsen Onkelz auf.
Moses Pelham ist Fan von Lena Meyer-Landrut und kam bei deren Konzert in der Frankfurter Batschkapp am 18. Dezember 2017 im Rahmen der End Of Chapter One-Tour für den Song Home/Meine Heimat auf die Bühne, den sie bereits im Tauschkonzert mit ihm zusammen gesungen hatte.
Pelham betätigt sich gelegentlich in der Bildenden Kunst. Das von ihm und dem Pop-Art-Künstler Devin Miles in der Fernsehsendung „Mix up Art“ geschaffene Kunstwerk „DeMo-Maus“ wurde im Mai 2018 für über 3.000 € versteigert. Sein Projektname hierfür lautet „3m - Moses malt Mäuse“ in Anlehnung an den Namen seines Plattenlabels 3p.
Im Jahr 2019 hat Pelham als Gastautor einen Artikel in der Frankfurter Rundschau veröffentlicht, in dem er schrieb, dass er gerne der Betreiber eines veganen Diners wäre. Einen Namen habe er mit „Mo’s Happy Chicken“ bereits. Tatsächlich hat sich die Pelham & Freunde GmbH die Namensrechte, sowie die Domain gesichert.
Seit 2021 bringt er Kleidung unter dem Label „FFWL“ über einen eigenen Onlineshop heraus, wobei FFWL für „From Frankfurt with love“ steht.
Seit 2021 veröffentlicht er gemeinsam mit dem Musikjournalisten Jan Wehn den Podcast Pelham & Wehn retten die Welt.

## Rechtsstreit mit Kraftwerk
Pelhams für Sabrina Setlur produziertes Stück Nur mir enthielt ohne deren Zustimmung das als Loop repetitiv verwendete 2-sekündige Sampling einer Rhythmussequenz des Liedes Metall auf Metall von Kraftwerk aus dem 1977 veröffentlichten Album Trans Europa Express. Dagegen klagten Ralf Hütter und weitere Mitglieder von Kraftwerk 1999 beim Landgericht Hamburg wegen Urheberrechtsverletzung auf Unterlassung und Schadensersatz. Laut Pelham fand er die Sequenz in seinem Tonarchiv.
Nach Urteilen mehrerer Instanzen entschied der Bundesgerichtshof (BGH) im Dezember 2012, dass Pelham dadurch das Urheberrecht verletzt habe. Dieses Urteil hob das Bundesverfassungsgericht am 31. Mai 2016 auf und verwies die Sache zur erneuten Entscheidung an den BGH zurück. Dieser habe auch im Hinblick auf die Kürze der gesampelten Sequenz von wenigen Sekunden die Kunstfreiheit nicht hinreichend berücksichtigt. Mit Beschluss vom 1. Juni 2017 setzte der BGH das dortige dritte Verfahren zunächst aus, um europarechtliche Aspekte des Rechtsstreits im Rahmen eines Vorabentscheidungsverfahrens durch den EuGH klären zu lassen. Am 12. Dezember 2018 schlug der Generalanwalt des Europäischen Gerichtshofs den Richtern eine restriktive Urteilsfindung vor.
Der Europäische Gerichtshof sprach sich im Juli 2019 jedoch in einem Grundsatzurteil für die Kulturtechnik des Musiksamplings aus – gerade dann, wenn es um kleine Bruchstücke eines Musikstücks geht. Demnach kann das Sampling ohne Einwilligung des Herstellers grundsätzlich gegen dessen Urheberrechte verstoßen. Ist es allerdings abgeändert und „beim Hören nicht wiedererkennbar“, ist die Kunstfreiheit höher zu bewerten. Mit Urteil vom 30. April 2020 hob der BGH das (zweite) Berufungsurteil des OLG Hamburg von 2011 auf und verwies die Sache zur erneuten Verhandlung zurück. Das Hanseatische Oberlandesgericht Hamburg stellte darauf in seinem (dritten) Berufungsurteil vom 28. April 2022 fest, dass bei Vornahme der Vervielfältigungshandlung im Jahr 1997 keine Verletzung von Urheber- oder Leistungsschutzrechten der Kläger erfolgte und auch nach der aktuell (seit 2021) geltenden Rechtslage die Verwendung des Samples zulässig ist, allerdings für den Zeitraum vom 22. Dezember 2002 bis zum 6. Juni 2021 eine Rechtslage bestanden habe, unter der die in diesem Zeitraum erfolgten Handlungen der Vervielfältigung und Verbreitung von Tonträgern des streitgegenständlichen Stücks in die damals bestehenden Rechte der Tonträgerproduzenten eingegriffen hätten, ohne dass Pelhams Produktionsfirma dazu unter einer seinerzeit geltenden Schrankenbestimmung berechtigt gewesen wäre. Auch gegen diese Entscheidung wurde erneut ein Revisionsverfahren vor dem Bundesgerichtshof eröffnet (Az. I ZR 74/22). Am 1. Juni 2023 fand die mündliche Verhandlung vor dem 1. Zivilsenat statt, im September entschied der BGH, das Verfahren auszusetzen und die Fragen dem EuGH erneut vorzulegen.

## Diskografie
Studioalben

| Jahr | Titel Musiklabel                   | Höchstplatzierung, Gesamtwochen, AuszeichnungChartplatzierungen (Jahr, Titel, Musiklabel, Platzierungen, Wochen, Auszeichnungen, Anmerkungen) | Höchstplatzierung, Gesamtwochen, AuszeichnungChartplatzierungen (Jahr, Titel, Musiklabel, Platzierungen, Wochen, Auszeichnungen, Anmerkungen) | Höchstplatzierung, Gesamtwochen, AuszeichnungChartplatzierungen (Jahr, Titel, Musiklabel, Platzierungen, Wochen, Auszeichnungen, Anmerkungen) | Anmerkungen                             |
| Jahr | Titel Musiklabel                   | DE | AT | CH | Anmerkungen                             |
| ---- | ---------------------------------- | --- | --- | --- | --------------------------------------- |
| 1989 | Raining Rhymes Logic Records       | — | — | — | Erstveröffentlichung: 1989              |
| 1992 | The Bastard Lookin’ 4 the Light 3p | — | — | — | Erstveröffentlichung: 1992              |
| 1998 | Geteiltes Leid I 3p                | DE11 (6 Wo.)DE | — | — | Erstveröffentlichung: 31. August 1998   |
| 2004 | Geteiltes Leid II 3p               | DE22 (3 Wo.)DE | — | — | Erstveröffentlichung: 23. August 2004   |
| 2012 | Geteiltes Leid III 3p              | DE3 (4 Wo.)DE | AT60 (1 Wo.)AT | CH44 (1 Wo.)CH | Erstveröffentlichung: 9. November 2012  |
| 2017 | Herz 3p                            | DE2 (4 Wo.)DE | AT30 (1 Wo.)AT | CH24 (1 Wo.)CH | Erstveröffentlichung: 11. August 2017   |
| 2020 | Emuna 3p                           | DE6 (2 Wo.)DE | — | CH40 (1 Wo.)CH | Erstveröffentlichung: 6. März 2020      |
| 2021 | Nostalgie Tape 3p                  | DE11 (1 Wo.)DE | — | — | Erstveröffentlichung: 3. September 2021 |
| 2025 | Letzte Worte 3p                    | DE3 (2 Wo.)DE | — | — | Erstveröffentlichung: 24. Januar 2025   |

## Publikationen
- Moses Pelham Rezeptbuch. Panini Verlags GmbH Stuttgart 2023, ISBN 978-3-8332-4404-9